# Николаев, Константин Юрьевич
Константин Юрьевич Николаев (5 марта 1971, Днепропетровск) — российский бизнесмен, долларовый миллиардер, генеральный директор группы «Н-Транс». Совладелец одного из крупнейших российских операторов грузовых железнодорожных перевозок Globaltrans, соучредитель московской школы менеджмента «Сколково».
С 2011 года Николаев входит в первую сотню рейтинга Forbes «Богатейшие бизнесмены России». В 2018 году Константин находился на 93-м месте с состоянием 1,1 млрд долларов.

## Биография
В 1993 году Константин Николаев окончил философский факультет МГУ. В студенческие годы работал вместе с друзьями в фирме «Петра», предоставляющей экспедиторские услуги на железной дороге. В 1996-м с партнёрами и Алексеем Мордашовым создал свою первую транспортную компанию «Северстальтранс», которая с 2008 года именуется «Н-Транс»; в настоящее время является её генеральным директором. 
С 2006 по 2015 год — совладелец компании «Мостотрест» — подрядчика дорожного строительства вокруг Инновационного центра «Сколково». Компания Marc O'Polo Investment владела 38,6% акций «Мостотреста», при этом Игорю Ротенбергу принадлежало 68,45% холдинга MPI, а совладельцам «Н-Транс» Николаеву, Мишину и Филатову — оставшиеся 31,55%. Долю MPI выкупило ОАО «ТФК-Финанс» подконтрольное НПФ «Благосостояние» за 10,043 млрд рублей.
До декабря 2017 года Николаев был совладельцем крупнейшей в России компании по перевалке контейнеров Global Ports.
Николаев инвестирует в итальянское виноделие. В марте 2017 года итальянская газета La Repubblica публиковала информацию о приобретении Николаевым в Италии 7 га виноградников в винодельческой зоне Болгери, где производятся популярные тосканские вина. Развивает бизнес в США, где является членом совета директоров компании American Ethane, также вкладывает инвестиции в стартапы Кремниевой долины.
Ближайшие бизнес-партнёры Николаева в России — миллиардеры Никита Мишин и Андрей Филатов.
По характеристике The Washington Post, ссылающейся на документы Минюста США, оглашённые в июле 2018 года в американском суде по делу Бутиной, Николаев — «известный российский бизнесмен, имеющий глубокие связи с администрацией президента России».

## Состояние
С 2011 года Николаев входит в первую сотню рейтинга Forbes «Богатейшие бизнесмены России».
| Показатель             | 2011 | 2012 | 2013 | 2014 | 2015 | 2016 | 2017 | 2018 |
| Состояние (млрд долл.) | 1,1  | 1,3  | 1,35 | 1,2  | 0,85 | 0,85 | 0,95 | 1,1  |
| Место (в России)       | 89   | 72   | 76   | 87   | 111  | 100  | 105  | 93   |

Вошёл в рейтинг журнала Forbes «200 богатейших бизнесменов России 2021», где занял 140 место с состоянием 850 млн долларов

## Бизнес

### Логистика и транспорт
Будучи студентом МГУ, Николаев начинает экспедиторскую карьеру в Мурманском грузовом порту, а его сокурсник и в дальнейшем постоянный деловой партнёр Никита Мишин — в Азовском. В 1993 году Николаев устраивается в экспедиторскую компанию «Петра», куда вслед за ним приходят одноклассник Андрей Филатов и Мишин. Уже через год Николаев, Мишин и Филатов организуют собственное экспедиторское предприятие «Анико Марин», одним из основных клиентов которого становится «Северсталь» Алексея Мордашова.
В 1996 году Николаев и партнёры создают совместно с Мордашовым компанию «Северстальтранс», в которой «Северсталь» становится и ключевым клиентом и инвестором.
Под руководством Николаева в компании «Северстальтранс» с 1996 года работал будущий министр транспорта РФ Игорь Левитин, вплоть до своего назначения на должность министра в 2004 году.
В 2000 году в создаёт компанию Globaltrans — одного из крупнейших российских операторов грузовых железнодорожных перевозок. В структуру Globaltrans входят ООО «БалтТрансСервис» (Санкт-Петербург), АО «Новая перевозочная компания» ,  а также эстонские компании Spacecom и Spacecom Trans (лизинг железнодорожных цистерн).
В 2007—2008 гг Николаев с партнёрами выкупили долю Мордашова в «Северстальтранс» и преобразовали предприятие в «Н-Транс», в группу компаний под этим названием вошли портовый оператор Global Ports и железнодорожная компания Globaltrans.
В 2017 году Николаев вышел из структуры собственников Global Ports.

### Оружейный бизнес
В начале 2010-х инвестировал средства в оружейный бизнес супруги — Светланы Николаевой — компанию «Промтехнология», производящую снайперские винтовки под торговой маркой ORSIS (аббревиатура от «Оружейные системы»), а также в Тульский и Ульяновский патронные заводы.
Лоббируя интересы оружейного бизнеса супруги — Светланы Николаевой — в 2012—2014 годах являлся одним из спонсоров общественной организации «Право на оружие», выступающей за легализацию оборота оружия, возглавляемой до 2016 года Марией Бутиной. Факт финансирования привлёк внимание американских СМИ, в том числе газеты The Washington Post  к персоне Николаева после ареста Бутиной в Вашингтоне в июле 2018 года. В 2017 году The New York Times опубликовала расследование о сотрудничестве Николаева с ФСБ в проекте по разработке приборов ночного видения, а также в спонсировании Марии Бутиной.
В 2017 году семья Николаева продала свою долю в патронных заводах Игорю Ротенбергу.
В июле 2023 года независимые исследователи подтвердил, что семья Николаева до сих пор связана с производством оружия, которое в том числе используется в ходе российского нападения на Украину. Светлана Николаева является генеральным директором «Промтехнология», совладельцем и председателем совета директоров Тульского патронного завода, а также его «дочки» — Ульяновского патронного завода. После российского вторжения на Украину «Промтехнология» попала под санкции ряда стран.

### Инвестиции в зарубежные активы
В 2017 году, по информации итальянской газеты La Repubblica, за сумму около 4 млн евро приобрел винодельческое хозяйство La Madonnina площадью 7 га в Болгери, Тоскана. Виноградники в этой местности известны производством так называемых «супертосканских» вин.
Николаев является членом совета директоров American Ethane Company — крупнейшего производителя этана в США. Помимо этого, инвестирует в различные стартапы Кремниевой долины.

## Личная жизнь
Константин Николаев женат, имеет пятерых детей. Супруга — Светлана Ивановна Николаева — генеральный директор оружейной компании «Промтехнология», одного из поставщиков МО РФ, Росгвардии, МВД и ФСИН. Один из сыновей Николаева, Андрей, учился в США, в 2016 году был волонтёром избирательной президентской кампании Дональда Трампа.

## Санкции
20 мая 2025 года, из-за российского вторжения на Украину, включён в санкционный список стран Евросоюза:

Константин Николаев - российский бизнесмен, имеющий бизнес-интересы в российском военно-промышленном комплексе. В частности, ему принадлежат доли в российских компаниях «Промтехнология», «СканЭкс» и «Тульском патронном заводе». Эти предприятия сотрудничают с российскими военными и спецслужбами, снабжая их военной техникой, которая использовалась в агрессивной войне против Украины. Константин Николаев скрывает своё участие и долю в этих компаниях, в том числе путём назначения своей жены Светланы Николаевой на значимые руководящие должности. Более того, через свой бизнес он финансирует отряды наемников, воюющих за Российскую Федерацию в Украине— «Официальный журнал Европейского союза», Брюссель, 20 мая 2025 года
Также, после российского вторжения, Николаев был включён в санкционный список Украины. 18 июля 2025 года под санкции Евросоюза, по аналогичным причинам, попала супруга Николаева.